# Painswick
Painswick – miasto i civil parish w Wielkiej Brytanii, w Anglii, w regionie South West England, w hrabstwie Gloucestershire, w dystrykcie Stroud. W 2011 roku civil parish liczyła 3026 mieszkańców. Painswick jest wspomniana w Domesday Book (1086) jako Wiche.
W każdą pierwszą niedzielę po 19 września odbywa się w Painswick festyn zwany "Feast Sunday".  Do nieodłącznych elementów festynu należy jedzenie śliwkowego placka nazywanego "psim ciastem" (ang. dog pie) oraz zabawa zwana spinaniem kościoła (ang. clipping the church).